# Philodromus immaculatus
Philodromus immaculatus es una especie de araña cangrejo del género Philodromus, familia Philodromidae. Fue descrita científicamente por Denis en 1955.

## Distribución
Esta especie se encuentra en Níger.